# Korea Klubben
Korea Klubben er en forening for koreansk adopterede i Danmark. Omdrejningspunktet er erfaringsudveksling og rådgivning af adopterede, deres familier og adoptionsprofessionelle. Samtidig fungerer foreningen som ambassadører for Korea i Danmark og for Danmark i Korea. Foreningen har over 500 medlemmer og støttemedlemmer og tilbyder en lang række arrangementer, som omfatter sociale, kulturelle og adoptionsrelaterede aktiviteter. Korea Klubben blev grundlagt i 1990 som en uafhængig, non-profit forening baseret på frivilligt arbejde. 
Korea Klubben er en af drivkræfterne bag det internationale netværk IKAA – International Korean Adoptee Associations. IKAA består af en række foreninger for koreansk adopterede fra Europa og USA. 

## Eksterne links
- Korea Klubbens hjemmeside
- Korea Klubbens facebookside
- IKAA